# Makoto Kakuda
Makoto Kakuda (角田 誠?, Kakuda Makoto; Kyoto, 10 luglio 1983) è un ex calciatore giapponese, di ruolo difensore.